# David Klímek
David Klímek (ur. 11 września 1992 we Vsetínie) – czeski hokeista czeskiej, słowackiej i francuskiej ekstraligi.

## Kariera
- VHK Vsetín (2007-2011)
- HC Vítkovice (2011–2013)
- Fort Saskatchewan Chiefs (2013–2014)
- HK 36 Skalica (2014–2015)
- Image Club d’Épinal (2015-

David Klímek urodził się w 1992 roku w kraju zlińskim. Karierę sportową rozpoczął w 2007 roku w drużynie juniorów miejscowego klubu hokejowego Vsetínská hokejová, który w następnym roku zmienił nazwę na Valašský hokejový klub (VHK Vsetín). W 2011 roku przeszedł do drużyny hokejowej HC Vítkovice, która w latach 1997–2011 należała do czeskiej ekstraligi w hokeju na lodzie.
W latach 2013/14 grał na kontrakcie w Fort Saskatchewan w klubie Fort Saskatchewan Chiefs, należącym do kanadyjskiej ligi Chinook Hockey League w prowincji Alberta.
Od 2014 do 2015 był w Skalicy zawodnikiem klubu HK 36 Skalica, który należy do słowackiej ekstraligi w hokeju na lodzie. Obecnie David Klímek jest do 2016 roku na kontrakcie z klubem Image Club d’Épinal należącym do najwyższej hokejowej ligi francuskiej Ligue Magnus.